# هیثم زین
هیثم زین (انگلیسی: Haitham Zein؛ زادهٔ ۶ ژانویهٔ ۱۹۷۹) بازیکن فوتبال اهل لبنان است.
از باشگاه‌هایی که در آن بازی کرده‌است می‌توان به باشگاه ورزشی النجمه لبنان اشاره کرد.
وی همچنین در تیم ملی فوتبال لبنان بازی کرده‌است.